# Groene struiksnuitkever
De groene struiksnuitkever (Polydrusus sericeus) of groene struiksnuittor is een kever uit de familie van de snuitkevers (Curculionidae).

## Algemeen
De groene struiksnuitkever is een vrij algemene soort die met name in Nederland en België voorkomt en wordt ongeveer 6 mm.